# Temuireng (Dawar Blandong)
Temuireng is een bestuurslaag in het regentschap Mojokerto van de provincie Oost-Java, Indonesië. Temuireng telt 3039 inwoners (volkstelling 2010).